# August Brunner
August Brunner SJ (* 3. Januar 1894 in Orschwihr; † 11. April 1985 in München) war ein deutscher katholischer Theologe und Philosoph.

## Leben
Brunner beschäftigte sich hauptsächlich mit Thomas von Aquin, Husserl und Sartre. Im Mittelpunkt seines philosophischen Interesses stand die Erkenntnistheorie. Brunner gehörte zu den Herausgebern der philosophisch-theologischen Monatszeitschrift Stimmen der Zeit.
Brunner trat 1912 in die deutsche Provinz der Gesellschaft Jesu ein. Das Noviziat machte er im österreichischen Feldkirch. Danach nahm er im niederländischen Valkenburg das Studium der Philosophie auf und wurde im Ersten Weltkrieg als Krankenpfleger eingezogen. Ab 1921 schlossen sich die theologischen Studien an, die ihn von 1923 bis 1925 in das französische Studienhaus in Ore Place bei Hastings führten. Dort lernte er Pierre Teilhard de Chardin und Henri de Lubac kennen.   
1924 wurde er zum Priester geweiht und beendete seine Ausbildung 1926 in Irland. Danach wurde er zunächst in der Seelsorge in Stockholm eingesetzt. 
Seit 1929 lehrte er Philosophie in Valkenburg. 1932–37 war er Mitherausgeber der Zeitschrift Scholastik. Nachdem die Philosophische Fakultät 1936 auf Druck der Nationalsozialisten aufgelöst werden musste, ging er  1937 an die französische Hochschule des Ordens auf der Insel Jersey und übernahm dort einen Lehrstuhl für Logik und Metaphysik. 
1941 ging er nach Paris, seit 1943 lehrte er in Vals-près-le-Puy (Département Haute-Loire). 1946 ging er nach München, wo er der Redaktion der Monatszeitschrift Stimmen der Zeit angehörte.

## Schriften
- Die Grundfragen der Philosophie. Ein systematischer Aufbau. Freiburg Breisgau 1933. XIV, 294 S. – 2. Aufl. – 3. Aufl. – 4., neubearb. Aufl. 1956. 314 S. – 5. Aufl. 1961. – 6. Aufl. 1963. – 7. Aufl. 1978. München 1978.
- La connaissance humaine. Paris 1943.
- Erkenntnistheorie. Kolmar 1945.
- La personne incarnée. Étude sur la phénoménologie et la philosophie existentialiste. Paris 1947. 300 S.
- Erkenntnistheorie. Köln 1948. 378 S.
- Der Stufenbau der Welt. Ontologische Untersuchungen über Person, Leben, Stoff. München 1950. 580 S.
- Glaube und Erkenntnis. Eine philosophisch-theologische Darlegung. München 1951. 232 S.
- Eine neue Schöpfung. Ein Beitrag zur Theologie des christlichen Lebens. Paderborn 1952. 216 S.
- Grundfragen der christlichen Philosophie. Ein systematischer Aufbau. Bearb. u. hrsg. v. Bruno Borucki. Leipzig 1955. XVI, 268 S.
- Die Religion. Eine philosophische Untersuchung auf geschichtlicher Grundlage. Freiburg Breisgau 1956. 390 S.
- Christentum ohne Zukunft? Religion in der Welt von heute und morgen. Entscheidung. Eine Schriftenreihe. H. 7. Kevelaer 1957. 32 S.
- Viele Religionen – eine Wahrheit. Die Religionen und das Christentum. Entscheidung. Eine Schriftenreihe. H. 11. Kevelaer 1958. 30 S.
- Erkennen und Glauben. Art und Begründung des Glaubens. Entscheidung. Eine Schriftenreihe. H. 14. Kevelaer 1959. 36 S.
- Geschichtlichkeit. Bern 1961. 204 S.
- Vom christlichen Leben. Gesammelte Aufsätze. Würzburg 1962. 368 S.
- Der Schritt über die Grenzen. Wesen und Sinn der Mystik. Würzburg 1972. 282 S.
- Dreifaltigkeit. Personale Zugänge zum Mysterium. Kriterien. Bd. 39. Einsiedeln 1976. 138 S.
- Erkenntnis und Überlieferung. Epimeleia. Beiträge zur Philosophie. Bd. 29. München 1976. 118 S.
- Christentum als Gemeinschaft mit Gott durch Christus. Regensburg 1977. 140 S.
- Kant und die Wirklichkeit des Geistigen. Eine Kritik der transzendentalen Methode. München 1978. 112 S.
- Person und Begegnung. Eine Grundlegung der Philosophie. München 1982. 200 S.
- Gnade. Kriterien. Bd. 67. Einsiedeln 1983. 128 S.
- Offenbarung und Glaube. Eine phänomenologische Untersuchung. München 1985. 160 S.